# Дакота Кай
Чири Джорджина Кроули (англ. Cheree Georgina Crowley, род. 6 мая 1988, Окленд) — новозеландская женщина-рестлер. В настоящее время она выступает в WWE на бренде SmackDown под именем Дакота Кай, являясь бывшей женской командной чемпионкой WWE. (англ. Dakota Kai). Она бывшая двукратная командная чемпионка NXT среди женщин.
До подписания контракта с WWE она выступала под именем Иви (англ. Evie) в Impact Pro Wrestling (IPW), Shimmer Women Athletes, Shine Wrestling и Pro Wrestling Women’s Alliance (PWA Australia). В 2021 году Кай и Ракель Гонсалес выиграли первый в истории женский турнир Dusty Rhodes Tag Team Classic и стали первыми в истории командными чемпионами NXT среди женщин.

## Карьера в рестлинге

### Дебют в основном ростере WWE, «Контроль повреждений» (2022)
Кай дебютировала в основном ростере WWE на SummerSlam (2022), когда вышла в зал после матча за Женское чемпионство RAW. Рестлерша объединилась с Бэйли и Ийо Скай, образовав группировку «Контроль повреждений», которая бросила вызов Чемпионке Бьянке. Днем позже на RAW троица провела несколько нападений на участниц шоу, и Бьянка потребовала матч 1х1. На вызов откликнулась Ио Скай, матч против которой завершился без результата из-за начавшейся массовой потасовки при участии всех шестерых рестлерш. На Премиум-шоу «Clash at the Castle» стала участницей матча трио — Бьянка, Аска и Алекса Блисс против Бэйли, Скай и Кай. Вместе с Ийо Скай стала участницей турнира за вакантное Женское командное чемпионство WWE, и на RAW 22 августа девушки вышли в финал турнира, победив Алексу Блисс и Аску. Сам финал состоялся на RAW 29 августа, и их команда проиграла Ракель Гонсалес и Алии после того, как Алия удержала Дакоту Кай, которая в тот момент уже успела передать право боя Ийо Скай, будучи, таким образом, нелегальной участницей матча на ринге. На Премиум-шоу «Clash at the Castle» стала участницей матча трио — Бьянка, Аска и Блисс против Бэйли, Скай и Кай, в котором их команда одержала победу, а сама Кай провела один из решающих приемов, после которого Бэйли удержала Чемпионку WWE Бьянку, став первой рестлершей более чем за год, кому это удалось сделать. На RAW от 13 сентября Скай и Кай снова встретились с Ракель и Алией в матче за Командное чемпионство, одержали победу и стали Командными чемпионками WWE. На RAW 31 октября Бэйли, Кай и Скай вмешались в матч Бьянки против Никки Кросс, и той на помощь пришли Алекса Блисс и Аска, которые перед этим не выступали около месяца. По итогам заварушки на то же шоу был назначен матч за Женское командное чемпионство, в котором Блисс и Аска одержали победу и выиграли титулы. На следующий день рестлершам назначили ещё один командный матч за титулы, на этот раз на Премиум-шоу Crown Jewel. В итоге 5 дней спустя Кай и Скай вернули себе титулы на Crown Jewel. После того, как на последовавшем Raw рестлерши снова поругались, было предложено провести матч по правилам «Военные игры» на Премиум-шоу Survivor Series WarGames. Напарницами «Контроля» стали Никки Кросс, а также Рея Рипли. На RAW 21 ноября На RAW 21 ноября Рея Рипли победила Аску, выиграв преимущество для команды «Контроля». На премиум-шоу Команда Бьянки победила после того, как вернувшаяся Бекки Линч удержала Дакоту Кай.

## Личная жизнь
Кроули заявила, что она имеет самоанское и ирландское происхождение.
Мать Кроули родом из деревни Лепеа на острове Уполу в Самоа. У неё есть два младших брата и сестра, сестра Найрин — мастер смешанных единоборств, а брат Эрл — диджей. Её дед Пэт Кроули представлял Новую Зеландию в составе команды сборной Новой Зеландии по регби в 1949 и 1950 годах.

## Титулы и достижения
- Pro Wrestling Women’s Alliance
  - Турнир за временное чемпионство PWWA (2012)[16]
  - Чемпион PWWA (1 раз)
  - Временный чемпион PWWA (1 раз)
- Impact Pro Wrestling
  - Чемпион IPW среди женщин (3 раза)[17]
- Pro Wrestling Illustrated
  - № 21 в топ 50 женщин-рестлеров в рейтинге PWI Women’s 50 в 2016[18]
- Shimmer Women Athletes
  - Командный чемпион Shimmer (1 раз) — с Хайди Лавлейс[19]
- World Wonder Ring Stardom
  - Чемпион Artist of Stardom (1 раз) — с Хироё Мацумото и Келли Скейтер
- WWE
  - Командная чемпионка WWE среди женщин (2 раза)[1] — с Ийо Скай (2)
  - Командный чемпион NXT среди женщин (2 раза) — с Ракель Гонсалес[20]
  - NXT Women’s Championship Invitational (2018)[21]
  - Победительница Dusty Rhodes Tag Team Classic (2021) — с Ракель Гонсалес[22]
  - Премия по итогам года NXT (1 раз)
    - Будущая звезда NXT (2019)